# Charles Young
Charles Frederick Young (Nicosia, 10 febbraio 1958) è un ex calciatore inglese, di ruolo difensore.

## Caratteristiche tecniche
Era un difensore centrale.

## Carriera
Dopo aver giocato nelle giovanili dell'Aston Villa esordisce in prima squadra (e contestualmente tra i professionisti) nel corso della stagione 1976-1977, all'età di 18 anni; in questa stagione, che è anche la sua unica in prima squadra nel club, Young oltre a vincere la Coppa di Lega disputa in totale 10 partite nella prima divisione inglese. A fine stagione viene ceduto a titolo definitivo al Gillingham, club della terza divisione inglese, con il quale rimane per quattro stagioni consecutive, tutte disputate in questa categoria, nelle quali è autore di complessive 28 presenze ed una rete in incontri di campionato; va poi a giocare ai semiprofessionisti del Grantham Town, con i quali chiude la carriera (vincendo anche una Lincolnshire Senior Cup).
In carriera ha totalizzato complessivamente 38 presenze ed una rete nei campionati della Football League.

## Palmarès

### Club

#### Competizioni nazionali
- Coppa di Lega inglese: 1

Aston Villa: 1976-1977

#### Competizioni regionali
- Lincolnshire Senior Cup: 1

Grantham Town: 1982-1983